# Регламент про клінічні випробування
Регла́мент про кліні́чні випро́бування (№ 536/2014) — нормативно-правовий акт Європейського Союзу, який стосується проведення клінічних випробувань досліджуваних лікарських засобів у Європейському Союзі. Регламент скасував попереднє законодавство, а саме Директиву про клінічні випробування, і набув чинности 31 січня 2022 року.

## Цілі
Правила клінічних випробувань (EU-CTR) гарантують, що права, безпека, гідність і благополуччя суб’єктів захищені, а дані, отримані під час клінічних випробувань, є надійними та достовірними. Регламент має на меті гармонізувати процеси оцінки та нагляду за клінічними випробуваннями в усьому ЄС. Згідно з попередньою директивою, від спонсорів вимагалося подавати окремі заявки до кожної держави ЄС для проведення клінічних випробувань у багатьох державах у межах ЄС. EU-CTR дозволяє подавати одну заявку на схвалення в усіх державах-членах ЄС, сприяючи підвищенню ефективності проведення міжнародних випробувань.

## Інформаційна система клінічних випробувань (CTIS)
Єдиний процес подання заявки на отримання дозволу на проведення дослідження в усіх країнах-членах ЄС полегшує Інформаційна система клінічних випробувань (CTIS). CTIS — це онлайн-портал, який забезпечує взаємодію між спонсорами клінічних випробувань (тобто організацією, відповідальною за проведення клінічного випробування) та регуляторними органами, які беруть участь у затвердженні заявки на проведення клінічного випробування. Крім того, CTIS використовується протягом усього терміну проведення клінічного випробування для інформування регуляторних органів про ключові етапи випробування, а також для подання щорічних звітів з безпеки та результатів випробування. Інформація, подана через CTIS, публікується на загальнодоступному вебсайті.